# IV liga polska w piłce nożnej
IV liga polska w piłce nożnej – piąta w hierarchii klasa męskich ligowych rozgrywek piłkarskich w Polsce. Stanowi pośredni szczebel rozgrywkowy między III ligą polską (dawną IV ligą polską) a klasą okręgową bądź ligą okręgową (w 12 województwach) lub V ligą polską (obecnie w. woj. małopolskim, mazowieckim, śląskim i wielkopolskim), będąc jednocześnie najwyższym szczeblem regionalnym (V poziom ligowy).
Zmagania w jej ramach toczą się cyklicznie (co sezon) systemem kołowym i przeznaczone są dla polskich klubów piłkarskich, grających w 16 grupach wojewódzkich. Zwycięzcy każdej z grup IV ligi polskiej uzyskują awans do III ligi polskiej, zaś najsłabsze zespoły relegowane są do poszczególnych grup wojewódzkich V ligi polskiej lub klas okręgowych. Zarządzana przez – działających w imieniu Polskiego Związku Piłki Nożnej – 16 Wojewódzkich Związków Piłki Nożnej. Od 2002 do udziału w jej rozgrywkach zostają dopuszczone wyłącznie kluby, które – po spełnieniu wszelkich niezbędnych kryteriów – otrzymały roczną licencję na występy na tym szczeblu.
Pod względem historycznym jest to zupełnie nowa klasa rozgrywek. Powstała pomiędzy III ligą (dawna IV) a klasą okręgową. Jedynie w niektórych województwach występował pośredni szczebel rozgrywek, ale nawet tutaj nie można mówić o bezpośredniej kontynuacji gdyż nastąpiły duże przesunięcia zespołów.
W 12 województwach do roku 2015 awans uzyskiwały po 2 najlepsze kluby, a w pozostałych 4 po jednej, jednakże w 2015 roku rozegrano baraż o awans do III ligi (mecz i rewanż) dla zespołów, które wygrały śląskie grupy IV ligi. W 2016 roku w związku z reformą rozgrywek III ligi z 12 grup IV ligi awansuje tylko najlepszy zespół, a w 4 pozostałych województwach gdzie IV liga ma po dwie grupy zostaną rozegrane baraże o awans do III ligi. Od 2016 do 2018 roku w 11 województwach jest po jednej grupie, zaś dwie grupy w pozostałych pięciu. Było 21 grup. Od 2018 roku znów w 12 województwach będzie po jednej grupie zaś dwie w pozostałych czterech. W 2016 roku doszła druga grupa na Dolnym Śląsku, wcześniej drugą grupę zyskała Małopolska. Z kolei w 2018 roku zmniejszyła się liczba grup do 20. Z dwóch do jednej zmniejszyła się bowiem liczba grup w Wielkopolsce. Na sezon 2020/2021 powróciło 21 grup, po dojściu trzeciej grupy mazowieckiej. W sezonie 2021/2022 ponownie było 20 grup, natomiast sezon później ilość grup ponownie się zmieniła, tym razem do 18.
15 marca 2019 roku w siedzibie Warmińsko-Mazurskiego Związku Piłki Nożnej została podpisana umowa, na mocy której sponsorem tytularnym rozgrywek IV Ligi została firma forBET Zakłady Bukmacherskie sp. z o.o. Od tego dnia rozgrywki będą nosiły nazwę forBET IV Liga.
W województwie wielkopolskim najsłabsze zespoły z tej ligi spadają do V ligi (wcześniej przez jeden sezon do ligi międzyokręgowej). W sezonie 2018/19 szóstą ligą w województwie wielkopolskim była liga międzyokręgowa, obecnie jest to V liga. Od sezonu 2022/23 w województwach małopolskim i mazowieckim zmniejszono ilość grup do 1, przy okazji reaktywując V ligę (po 2 grupy). Sezon później również w województwie dolnośląskim doszło do zmniejszenia ilości grup do 1. Od sezonu 2024/2025 wszystkie województwa posiadają po 1 grupie IV ligi, co jest związane z połączeniem obu grup śląskich w jedną wraz z utworzeniem dwóch grup V ligi.

## Grupy
- dolnośląska (od 2023 roku)
- kujawsko-pomorska
- lubelska
- lubuska
- łódzka
- małopolska (od 2022 roku)
- mazowiecka (od 2022 roku)
- opolska
- podkarpacka
- podlaska
- pomorska
- śląska (od 2024 roku)
- świętokrzyska
- warmińsko-mazurska
- wielkopolska (od 2018 roku)
- zachodniopomorska